# The Immigrant (1917)
The Immigrant is een stomme film uit 1917 onder regie van Charlie Chaplin.

## Verhaal
De film gaat over een immigrant (Chaplin) die naar de Verenigde Staten reist. Hij wordt ervan beschuldigd dat hij onderweg naar de VS diefstal heeft gepleegd.

## Rolverdeling
| Acteur          | Personage  |
| --------------- | ---------- |
| Charlie Chaplin | Immigrant  |
| Edna Purviance  | Immigrant  |
| Eric Campbell   | Kelner     |
| Albert Austin   | Etende man |
| Henry Bergman   | Artiest    |